# Izba pamięci

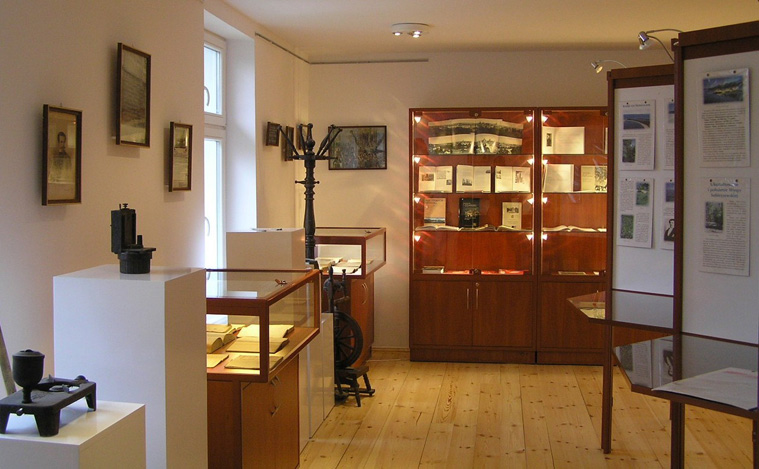
Izba pamięci

Izba pamięci – pomieszczenie, w którym przechowuje się i udostępnia zwiedzającym pamiątki związane z jakąś osobistością lub jakimś wydarzeniem historycznym, najczęściej o charakterze lokalnym. Izba pamięci stanowi formę placówki muzealnej, nierzadko umieszczonej przy innej instytucji i korzystającej z jej pomieszczeń.